# Nyaungyan Min
Cette page contient des caractères spéciaux ou non latins. S’ils s’affichent mal (▯, ?, etc.), consultez la page d’aide Unicode.
Nyaungyan Min (birman : ညောင်ရမ်းမင်း, ɲàuɴjáɴ míɴ ; 6 mars 1556 – 3 mars 1606) fut le cinquième roi de la dynastie Taungû, en Birmanie. Il régna de 1599 à 1606. Il est souvent considéré comme le fondateur de la dynastie Taungû restaurée, ou dynastie Nyaungyan, en raison de ses efforts pour réunifier l'empire de son père Bayinnaung, qui s'était effondré sous une multitude d'attaques intérieures et extérieures durant le règne de son demi-frère Nanda Bayin.
Fils de Bayinnaung et d'une roturière, Khin Pyezon, Nyaungyan n'était qu'un prétendant au trône parmi d'autres au moment du sac de la capitale Pégou par une alliance de forces arakanaises et de révoltés de Taungû, qui aboutit à la déposition de son père en décembre 1599. Nyaungyan, installé à Ava, en Birmanie centrale, resta à l'écart des combats entre prétendants qui se déroulaient dans le Sud. Il se concentra au contraire sur la reconquête des états shans et repoussa des attaques du Royaume d'Ayutthaya contre ceux-ci. Au moment de sa mort en 1606, il avait réunifié la plus grande part des états shans et de la Haute-Birmanie.
Son fils et successeur Anaukpeitlun poursuivit son œuvre en reprenant la Basse-Birmanie et même le Lanna. Un autre fils, Thalun, eut un règne plus pacifique 1629–1648). Il avait désigné pour lui succéder un troisième fils de Nyaungnyan Min, Minyekyawswa II, mais celui-ci mourut avant lui, en 1647. 